# HD 4203
HD 4203 ist ein etwa 250 Lichtjahre entfernter Stern der Spektralklasse G5 im Sternbild Fische. Er besitzt etwa die gleiche Masse wie die Sonne und wird von einem Exoplaneten mit der Bezeichnung HD 4203 b begleitet.

## Exoplanet
HD 4203 b umkreist den Zentralstern mit einer Periode von etwa 430 Tagen in einer Entfernung von ca. 1,2 Astronomischen Einheiten. Er weist eine Masse von mindestens etwa 2 Jupitermassen auf und wurde im Jahr 2001 von Steven Vogt et al. mit Hilfe der Radialgeschwindigkeitsmethode entdeckt.